# Sparbanksstiftelsen Öland
Sparbanksstiftelsen Öland bildades 1998 i samband med tillkomsten av FöreningsSparbanken Öland AB, nuvarande Ölands Bank AB. Stiftelsen äger och förvaltar aktier i Ölands Bank AB. Vid sidan om syftet att verka för att sparbanksrörelsens värderingar bevaras och utvecklas, främjar stiftelsen även näringsliv, forskning, utbildning, idrott och kultur på Öland.
Detta sker genom utdelning av kontanta bidrag till fysiska eller juridiska personer ur avkastningen på stiftelsens förmögenhet. Huvuddelen av pengarna används till bidrag, en mindre del till stipendier. Ansökan sker direkt till stiftelsen. Stiftelsens geografiska verksamhetsområde omfattar Öland. Stiftelsen förvaltas av en styrelse som utses av stiftelsens huvudmän. Huvudmännen är 36 till antalet och utses till hälften av kommunerna inom verksamhetsområdet och till den andra hälften av huvudmännen själva.